# Philip Bosco
Pour les articles homonymes, voir Bosco.
Philip Bosco est un acteur américain né le 26 septembre 1930 à Jersey City (New Jersey) et mort le 3 décembre 2018 à Haworth dans le même État.

## Biographie

### Jeunesse
Phillip Bosco est le fils de Margaret Raymond (née Thek), une policière, et de Philip Lupo Bosco, un ouvrier du carnaval. Son père était d'origine italienne et sa mère était d'origine allemande. Bosco fréquente l'école préparatoire St. Peter à Jersey City, puis étudie le théâtre à la Catholic University of America, où il obtient un succès notable dans le rôle-titre de Richard III de Shakespeare.

### Mort
Phillip Bosco meurt à son domicile à Haworth dans le New Jersey le 3 décembre 2018 à l'âge de 88 ans, de complications liées à une démence.

### Vie privée
Phillip Bosco a épousé une autre étudiante à l'université catholique, Nancy Ann Dunkle, le 2 janvier 1957. Ils ont sept enfants, Jenny, Diane, Philip, Chris, John, Lisa, Celia et 15 petits-enfants. Il résidait à Haworth dans le New Jersey.

## Filmographie
- 1952 : Haine et Passion (série télévisée) : Clarence Baily (1979)
- 1966 : Un ennemi du peuple (An Enemy of the People) (TV) : Peter Stockmann
- 1968 : Un détective à la dynamite de David Lowell Rich : Fuller
- 1971 : Hogan's Goat (TV) : le Père Coyne
- 1983 : Un fauteuil pour deux de John Landis : le docteur
- 1984 : Le Pape de Greenwich Village de Stuart Rosenberg : le père de Paulie
- 1985 : Tutti Frutti de Michael Dinner : le Frère Paul
- 1985 : Some Men Need Help (TV) : Gaetano Altobelli
- 1985 : Les Murs de verre (en) (Walls of Glass) de Scott D. Goldstein : James Flanagan
- 1986 : Une baraque à tout casser de Richard Benjamin : Curly
- 1986 : Liberty (TV) : William Tweed
- 1986 : Les Enfants du silence de Randa Haines : le docteur Curtis Franklin
- 1986 : Rage of Angels: The Story Continues (TV) : Thomas Colfax
- 1987 : Read Between the Lines (TV) : le grand-père
- 1987 : Suspect dangereux de Peter Yates : Paul Gray
- 1987 : L'Emprise du mal (TV) : le juge Garb
- 1987 : Trois Hommes et un bébé de Leonard Nimoy : le sergent Melkowitz
- 1988 : Une autre femme (Another Woman) de Woody Allen : Sam
- 1988 : Police des polices (Internal Affairs) (TV) : John Wycoff
- 1988 : Working Girl de Mike Nichols : Oren Trask
- 1989 : The Luckiest Man in the World de Frank D. Gilroy
- 1989 : Une journée de fous de Howard Zieff : O'Malley
- 1990 : Meurtre en noir et blanc (Murder in Black and White) (TV) : Wycoff
- 1990 : Blue Steel de Kathryn Bigelow : Frank Turner
- 1990 : Monnaie courante  d'Howard Franklin et Bill Murray : le conducteur de bus
- 1990 : New York, police judiciaire : Gordon Schell (saison 1, épisode 5)
- 1991 : True Colors d'Herbert Ross : Stn. Steubens
- 1991 : F/X2, effets très spéciaux de Richard Franklin : lieutenant Ray Silak, NYPD
- 1991 : The Return of Eliot Ness (TV) : Art Malto
- 1992 : Ombres et Brouillard de Woody Allen : M. Paulsen
- 1992 : Franc-parler (Straight Talk) : Gene Perlman
- 1993 : TriBeCa (série télévisée) : Harry Arsharsky
- 1993 : New York, police judiciaire : Gordon Schell (saison 3, épisode 21)
- 1994 : Angie de Martha Coolidge : Frank Scacciapensieri
- 1994 : Les Révoltés d'Attica (TV) : Oswald
- 1994 : Analyse d'un meurtre (TV) : le chef
- 1994 : La Surprise : Jerry le Pope
- 1994 : Coulisses d'un meurtre (TV) : le chef Wycoff
- 1994 : Un homme presque parfait : le juge Flatt
- 1994 : Loin des yeux, près du cœur (Safe Passage) : Mort
- 1994 : New York, police judiciaire : Gordon Schell (saison 4, épisode 15)
- 1995 : Young at Heart (TV) : Patsy
- 1995 : Papa, j'ai une maman pour toi : Vincenzo
- 1996 : Surprise! : Cabby
- 1996 : Le Club des ex : l'oncle Carmine Morelli
- 1997 : Le Mariage de mon meilleur ami : Walter Wallace
- 1997 : Harry dans tous ses états : le professeur Clark
- 1997 : Critical Care : le docteur Hofstader
- 1998 : Menace extrême (Carriers) (TV) : le colonel John O. Bailey
- 1998 : Twelfth Night, or What You Will (TV) : Malvolio
- 1998 : Spin City (TV) : Randall Winston senior
- 1998 : New York, police judiciaire : Dobbs (saison 8, épisode 15)
- 1999 : Bonanno: A Godfather's Story (TV) : Steve Maggadino senior
- 1999 : New York, police judiciaire : Lee Jerrold (saison 9, épisode 17)
- 2000 : Brooklyn Sonnet : l'oncle Chicky
- 2000 : Wonder Boys : le père d'Emily
- 2000 : Les surprises de l'amour (TV) : Dominic DeAngelo
- 2000 : Shaft : Walter Wade, Sr.
- 2001 : Un bébé pas comme les autres (TV) : le docteur Ed Walden
- 2001 : Kate et Léopold : Otis
- 2002 : Abandon : le professeur Jergensen
- 2002 : New York, section criminelle : professeur Winthrop (saison 2, épisode 3)
- 2002 : New York, unité spéciale : David Langley (saison 4, épisode 8)
- 2004 : New York, unité spéciale : juge Joseph P. Terhune (saison 5, épisodes 19 et 23)
- 2004 : New York, unité spéciale : juge Joseph P. Terhune (saison 6, épisodes 3 et 5)
- 2005 : Hitch, expert en séduction de Andy Tennant : M. O'Brian
- 2006 : La Couleur du crime : le prêtre
- 2006 : La Famille Savage : Lenny Savage
- 2006 : New York, unité spéciale : juge Joseph P. Terhune (saison 8, épisode 8)
- 2007 : Damages (TV) : Hollis N. Hye